# Micrapatetis flavipars
Micrapatetis flavipars là một loài bướm đêm trong họ Noctuidae.